# Tussen twee dagen
Tussen twee dagen is een hoorspel van Fred C. Siebeck. Zwischen zwei Tagen werd op 21 juli 1954 door de Süddeutscher Rundfunk uitgezonden. De VARA volgde op woensdag 13 april 1960, van 14.00 uur tot 15.00 uur (met een herhaling op woensdag 9 juli 1969). De vertaling was van B. Bunge en S. de Vries jr. regisseerde.

## Rolbezetting
- Paul van der Lek (Briand)
- Barbara Hoffman (het negermeisje Prissy)
- Dries Krijn (Josuah Littlecat)
- Rien van Noppen (meneer Sattler)
- Jan van Ees (John Dallow)
- Johan Wolder (Paul)
- Wiesje Bouwmeester (Ruth)
- Dick Scheffer (de skipper)
- Floor Koen (de uitdrager)
- Hans Veerman (de politieagent)
- Alex Faassen jr. (de dokter)
- Thom Hakker (Dick Clarence)
- Jo Vischer sr. (de kroegbaas)
- Jos Brink (Curley)
- Elly den Haring (Molly)
- Joke Hagelen (de moeder)

## Inhoud
Briand is 31 jaar en heeft het leven opgegeven. Hij voelt zich alleen en uitgestoten. Daarom wil hij met de rest van zijn geld een avontuurlijke nacht in Saint Louis doorbrengen; wellicht zijn laatste nacht. Prissy is een 18-jarig negermeisje. Na de dood van haar ouders blijft Littlecat haar enige kennis. Ze weet van hem, dat hij in Saint Louis als dubbelganger bij een filmmaatschappij werkt, een behoorlijk leven leidt en bereid is, haar te helpen. In de nacht "tussen twee dagen" ontmoeten Briand en Prissy elkaar. Voor beiden gaat een nieuwe wereld open. Ze besluiten voor altijd bij elkaar te blijven. De volgende morgen bezoeken ze samen Littlecat. Die is door een ongeval intussen blind en verarmd geworden. Prissy, de enige die hem zou kunnen helpen, ziet de omvang van haar opgave, doet afstand van haar liefde en blijft als vanzelfsprekend bij de blinde. Briand keert weliswaar zonder Prissy, maar niet meer alleen, terug naar zijn schip, om verder te leven...